# 尼博鎮區 (北達科他州鮑曼縣)
尼博鎮區（英語：Nebo Township）是位於美國北達科他州鮑曼縣的一個鎮區。

## 地方資料
尼博鎮區的面積為92.94平方千米，當中陸地面積為92.86平方千米，而水域面積為0.08平方千米。根據2010年美國人口普查的數據，當地共有人口26人，而人口密度為每平方千米0.28人。